# 宴会运动

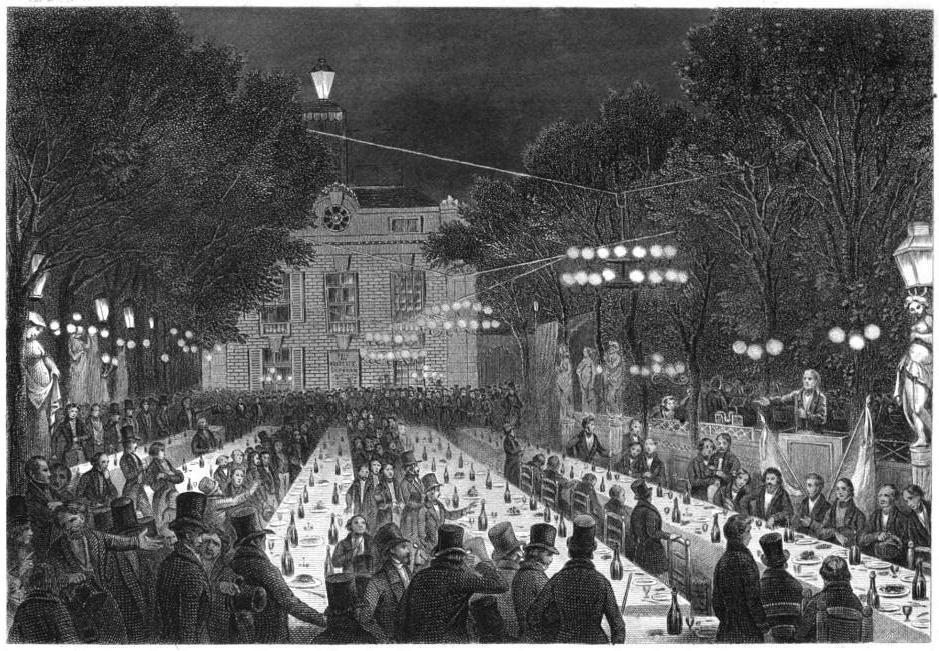
1847年7月9日，宴会在巴黎红堡 (巴黎街区)街区举行，标志宴会运动的开始。

宴会运动（法語：Campagne des banquets）是1847年—1848年法国工业资产阶级联合小资产阶级和知识分子发起的一场政治集会运动，借“举办宴会”之名组织集会，旨在争取扩大选举权，并推翻金融贵族的统治。

## 起因
该运动始于1847年7月9日在巴黎红堡街区举行的改革派宴会，随后迅速蔓延至马孔、里尔等外省城市。运动的直接诱因是1847年英国爆发工商业危机，进而引发法国国内的经济动荡；其深层原因则在于七月王朝时期，金融贵族通过公债垄断和铁路投机加剧社会矛盾。

## 宴会流程
宴会的举行方式大致相同。首先，通常是在市区街道上举行一次游行，往往伴有乐队演奏。随后，宾客们参加一场需付费的宴会，以此将过于贫困的民众排除在外。一次宴会可能持续整整一天。女性通常不参与，或处于被边缘化的地位。这些宴会虽披着节庆的外衣，实际上具有明确的政治目的。宴会上发表的数百次祝酒词都带有政治意味，如赞颂选举改革，呼吁结束腐败等。在王朝反对派人物（如奥迪隆·巴罗）的领导下，宴会氛围依然倾向支持七月王朝，也有人举杯向路易-菲利普一世国王致敬。宴会一般由当地有影响力的人士主持
。

## 结局
1848年2月，七月王朝政府查禁原定在香榭丽舍大街举行的“宴会”，激化局势，导致二月革命爆发，推翻七月王朝，建立法兰西第二共和国。